# Antall József (miniszterelnök)
Ifjabb Antall József  (Pestújhely, 1932. április 8. – Budapest, 1993. december 12., születésekor: dörgicsei és kisjenei ifjabb Antall József Tihamér) magyar politikus, könyvtáros, orvostörténész, muzeológus, Magyarország első szabadon választott miniszterelnöke a rendszerváltás után 1990-től 1993-ig.
Én szolgálok, és addig szolgálok, amíg a szolgálatom hasznos.

## Családja
Antall József ősi kisnemesi családban született. Apja, id. Antall József (1896–1974) jogász, hivatalnok, az FKgP egyik alapítója, több minisztérium dolgozója volt, a második világháború alatt menekülteket mentett, valamint a nevéhez fűződik az első magyar létminimum-számítás.
Édesanyja Szücs Irén, akinek apja, Szücs István is politikai pályát járt be, a Vallás- és Közoktatásügyi Minisztériumban volt köztisztviselő, nyugdíjba vonulása előtt a népiskolai oktatásért felelős helyettes államtitkár volt, majd 1927–1935 között országgyűlési képviselő.
Antall Józsefnek egy testvére volt, Antall Edit. Antall Edit lányának, Héjj Editnek lett a férje Jeszenszky Géza későbbi külügyminiszter.
Feleségétől, Fülepp Klárától (1934–2022), akivel 1952-ben a budapesti piarista kápolnában házasodtak össze, két gyereke született: Antall György ügyvéd és Antall Péter fotóriporter.

## Tanulmányai
Gyermek- és ifjúkorát a családi neveltetés határozta meg, melynek meghatározó elemei a demokrácia iránti elkötelezettség, a nemzeti érzelem, a keresztény erkölcs és társadalomszemlélet voltak.
Az elemi iskolát Pestújhelyen végezte, ahol gyermekkorát töltötte, majd 1942-től a budapesti Piarista Gimnáziumban tanult. 1948-ban a gimnáziumot államosították, így az ugyanott működő állami Ady Endre Gimnázium diákja lett, és ott érettségizett 1950-ben.
Már 16 évesen eldöntötte, hogy politikai pályára lép – amire később természetesen sokáig nem volt lehetősége. Az érettségi után az ELTE Bölcsészettudományi Karának 12 éven át volt hallgatója, 1950 és 1954 között nappali, majd kiegészítő szakon tanult. Történelem – magyar nyelv és irodalom szakon szerezte középiskolai tanári, levéltárosi, könyvtárosi és muzeológusi diplomáját. Szakdolgozatát Eötvös József népiskolai politikájából, bölcsészdoktori disszertációját Eötvös József politikájáról valamint az 1867-es kiegyezés előkészítéséről írta. Néprajzi, antropológiai, jogi, közgazdasági és orientalisztikai tárgyakat is hallgatott.

## Életút a miniszterelnökségig

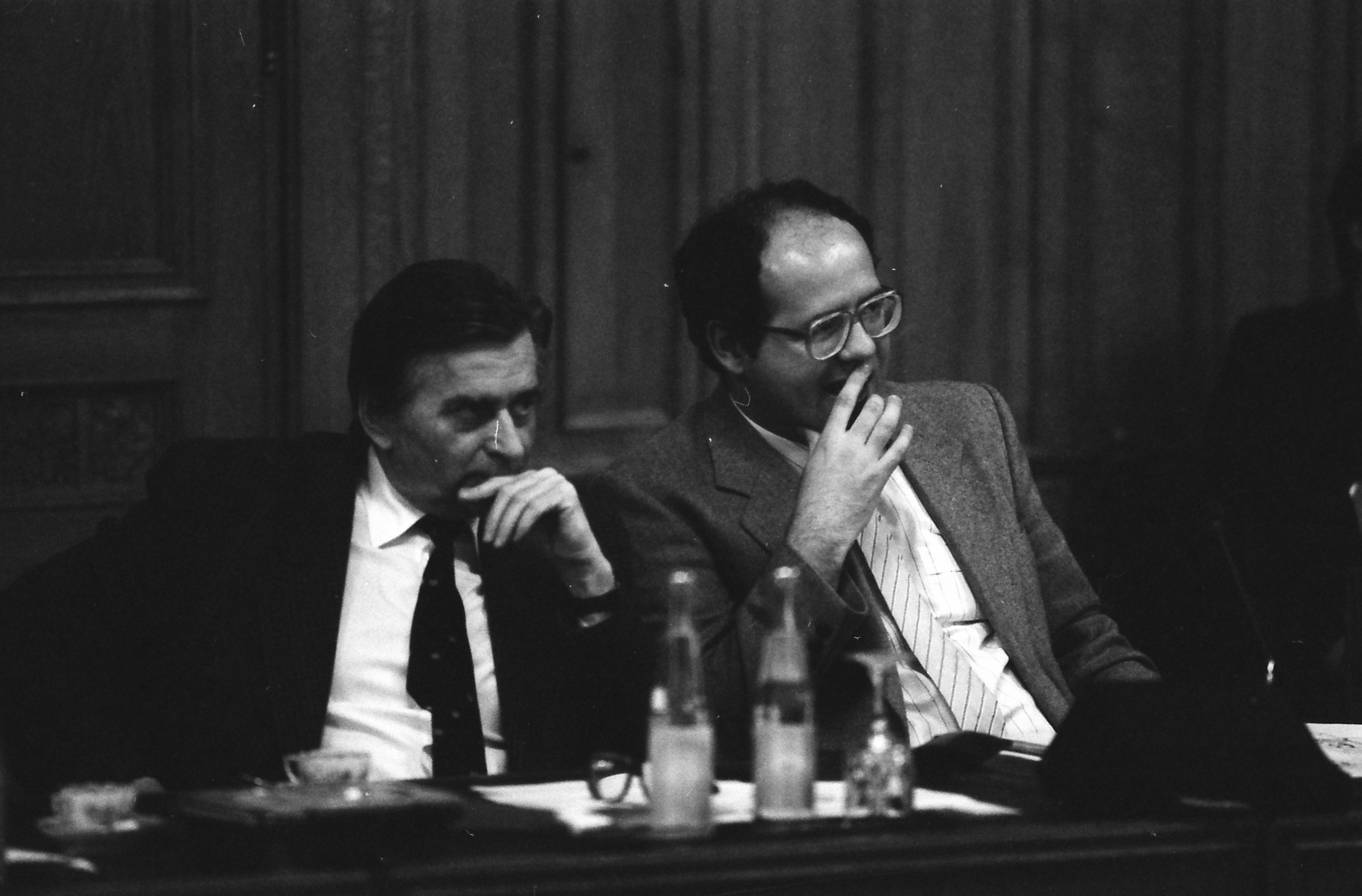
Antall József miniszterelnök-jelölt és Tölgyessy Péter, az ellenzék vezetője az Országgyűlés alakuló üléséről szóló megállapodás aláírásán 1990. április 28-án.

A diploma megszerzése után Antall a Magyar Országos Levéltárban, majd a Pedagógiai Tudományos Intézetben dolgozott. 1955-ben az Eötvös József Gimnáziumban kezdett tanítani, ahol 1956 októberében a forradalmi bizottság élére került. Részt vett a kisgazdapárt újjászervezésében és a Keresztény Ifjú Szövetség megalapításában. A forradalom leverését követően a szovjet és a kollaboráns magyar hatóságok többször őrizetbe vették, szabadlábra helyezése után is folyamatosan kihallgatták és vizsgálatot folytattak ellene, ennek ellenére továbbra is taníthatott. 1955 és 1957 között a budapesti Eötvös József Gimnáziumban magyar nyelvet tanított. 1957-ben a Toldy Ferenc Gimnáziumba helyezték át fegyelmi eljárással, ám 1959-ben politikai magatartása miatt végleg eltiltották a pedagógusi pályától.
Ezt követően két évig könyvtárosként dolgozott. 1963-ban a Magyar életrajzi lexikonba ő írta meg nyolcvan orvos életrajzát, s ekkor ismerte fel, hogy a gyógyítás története fontos, és részben feldolgozatlan tudományos téma. Az 1964-ben megnyílt Semmelweis Orvostörténeti Múzeum, Könyv- és Levéltárban előbb mint tudományos kutató dolgozott, majd igazgatóhelyettes, 1974-től pedig mb. főigazgatója, 1985-től főigazgatója volt az intézetnek (felettese, egyben segítője Schultheisz Emil volt előbb főigazgatóként, majd egészségügyi miniszterként). Több száz orvostörténeti publikációja jelent meg, s számos művet lektorált, szerkesztett. Elsősorban Benedek István orvostörténeti köréhez, a Hiúzokhoz kapcsolódott. 1968 és 1990 között szerkesztője, illetve főszerkesztője volt az Orvostörténeti Közleményeknek. Kutatásai kapcsán számos alkalommal került kapcsolatba külföldi orvosokkal, történészekkel. 1986-ban a Nemzetközi Orvostörténelmi Társaság alelnöke lett.
Először 1974-ben kapott nyugati országokba való kiutazást lehetővé tevő, ún. kék útlevelet, ekkor előbb Svájcba hívták, majd az NSZK-ban tartott több egyetemen is előadást (Düsseldorf, Marburg, Köln, Bonn, München).
Élete során több III/III-as ügynök írt róla jelentést, akik közül talán a festőművész Mikus Gyula fia, Mikus Gyula a legismertebb.

## Miniszterelnöksége

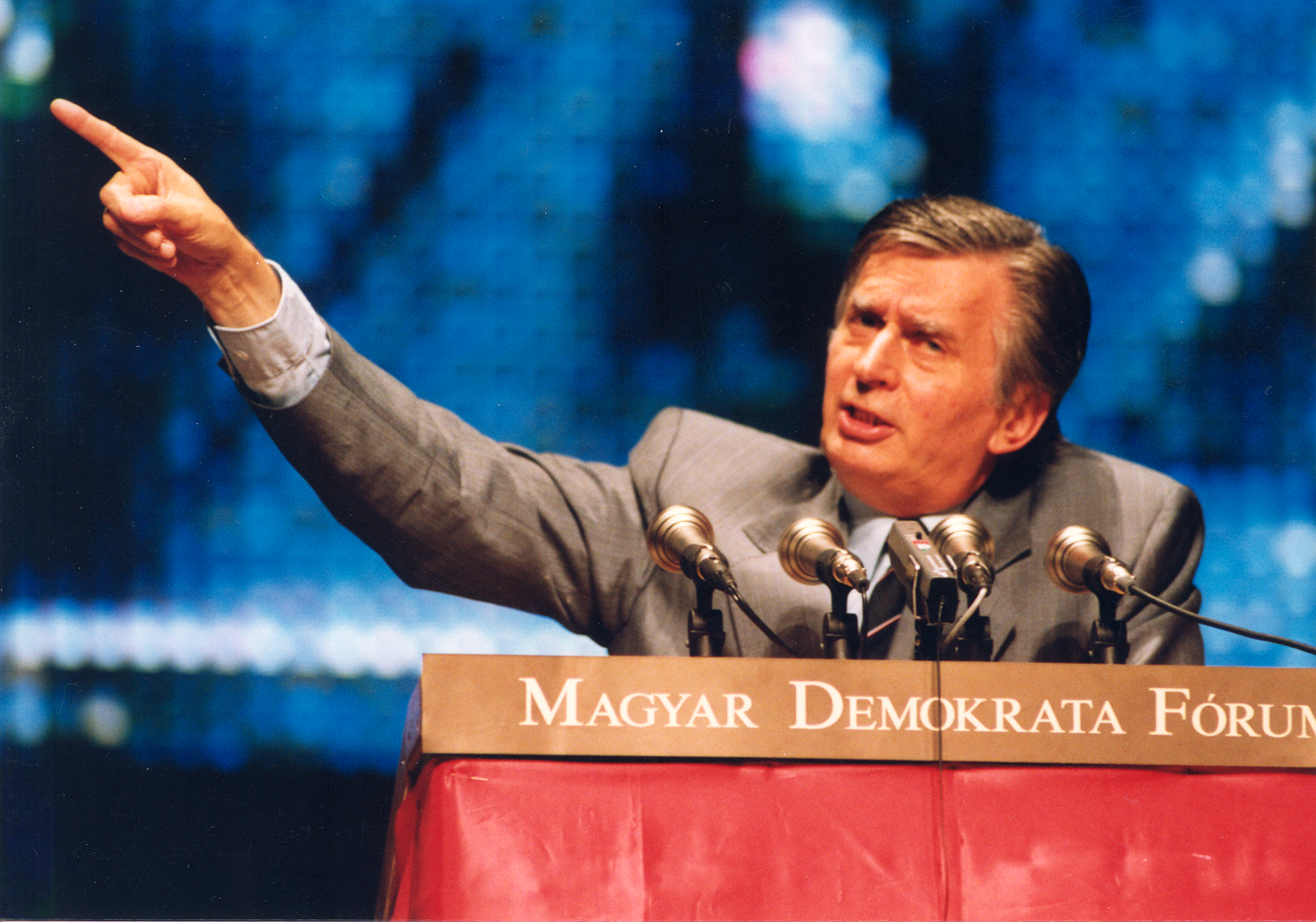
Az 1990-es önkormányzati választások előtt

Csoóri Sándor hívására kapcsolódott be az MDF munkájába, a párt rendezvényein 1988 elejétől vett részt. Az Ellenzéki Kerekasztal 1989. március 22-én jött létre, s az akkor már pártszerűen működő Magyar Demokrata Fórum Antallt is delegálta a megbeszélésekre. Antall az alkotmánymódosítást előkészítő I/1-es bizottságában dolgozott. Számos indítványa, kompromisszumkészsége, szakmai felkészültsége tette egyre ismertebbé.
Antall Józsefet 1989. október 21-én elsöprő többséggel választották meg a küldöttek a Magyar Demokrata Fórum (MDF) elnökévé, s ez alapján egyértelművé vált, hogy ő lesz a párt miniszterelnök-jelöltje. Az 1990-es választások győztese az MDF lett, megszerezve a mandátumok 42,49%-át (Antall a budapesti területi listáról jutott mandátumhoz), így május 23-án ő alakíthatott kormányt. Aznap este az Országgyűlés 219 igen, 126 nem és 8 tartózkodással választotta meg a Magyar Köztársaság miniszterelnökévé, egyúttal kormányprogramjának irányelveit is elfogadta. Ezzel 1948 óta ő lett az első olyan miniszterelnök, aki nem volt kommunista. Nagy szenzációnak nevezte azt a kijelentést, hogy lélekben tizenötmillió magyar miniszterelnöke kívánt lenni. Ezt a kijelentést hamarosan sokan, köztük az ellenzék, sőt, még a párton belül is támadták, mivel a lélekben szót kihagyva úgy értelmezték, hogy ezzel megnyitotta a revíziót és vissza kívánja szerezni a trianoni békediktátum értelmében elvesztett magyar területeket. Ezzel kapcsolatban az MDF egyik alapító tagja, Kiss Gy. Csaba is támadta kijelentését és azzal érvelt, hogy ez rontja a szomszédos országokkal való kapcsolatot is.
Antall az MDF, a Kereszténydemokrata Néppárt (KDNP) és a Független Kisgazdapárt (FKgP) koalícióját vezette, s kormányával megteremtette az átalakulás politikai, gazdasági és külpolitikai feltételeit. Az Antall-kormány fogadtatta el és hajtotta végre az átalakulást elősegítő törvényeket, a gazdaságot pedig növekedési pályára állította a ciklus végére.

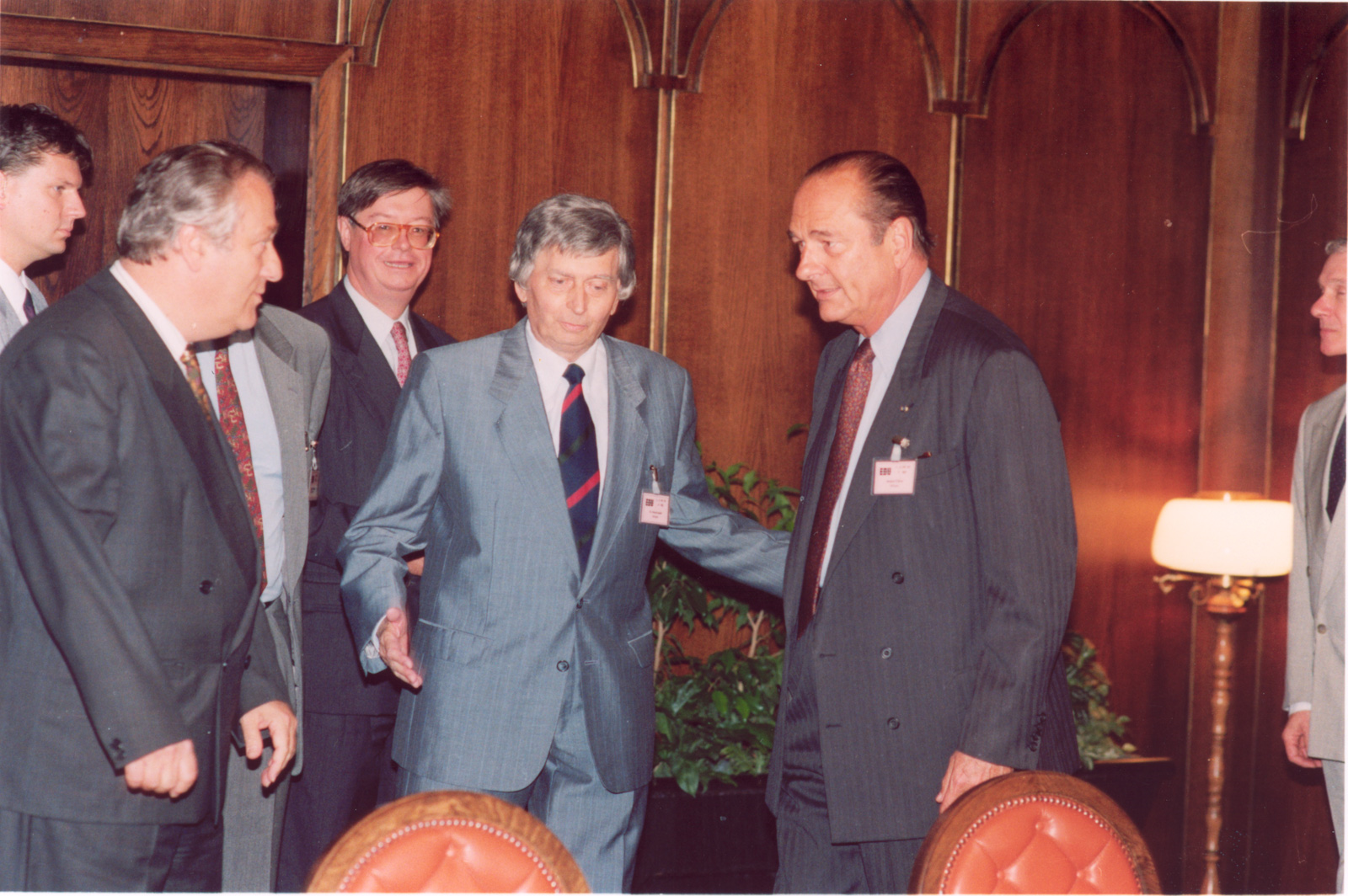
Antall Jacques Chirackal az Európai Demokrata Unió (EDU) konferenciáján (1993)

1989 őszén az ellenzéki pártokat még az motiválta, hogy ha mégis a régi pártállami erők jutnának hatalomra az első szabad választások után, akkor a parlament kétharmados törvényeken keresztül ellent tudjon állni a restaurációs törekvéseknek. Az MDF azonban a választáson, még a KDNP-vel és az FKgP-val kötött koalíciója révén sem jutott kétharmados többséghez. Ezért Antall az ország kormányozhatósága érdekében paktumot kötött a legnagyobb ellenzéki párttal, a liberális a Szabad Demokraták Szövetségével (SZDSZ), mely alapján a kétharmados törvények témakörét húszra csökkentették. Ez a megállapodás lefektette a magyar demokrácia parlamenti működésének alapjait, ugyanakkor hozzájárult Magyarország euroatlanti orientációjához. Cserébe az SZDSZ kívánta adni a köztársasági elnök személyét és Antall támogatta és elfogadhatónak tartotta a posztra az SZDSZ jelöltjét, Göncz Árpádot, akit az országgyűlés sikeresen megválasztott. 

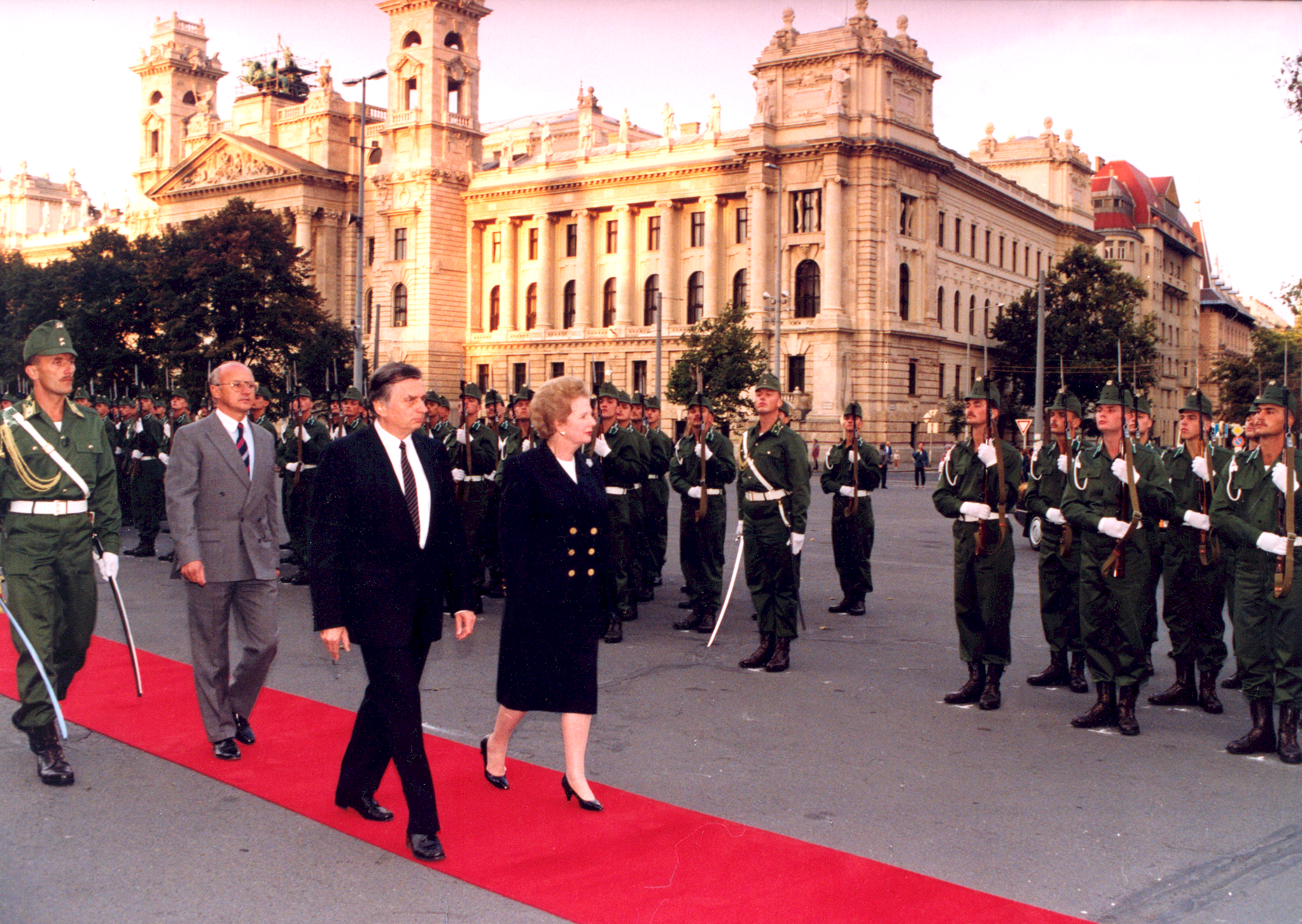
Antall Margaret Thatcher brit miniszterelnökkel Budapesten (1990)

1991. február 15-én ő írta alá Václav Havel csehszlovák és Lech Wałęsa lengyel elnökkel a Visegrádi Együttműködést. Nagy szerepet vállalt a Varsói Szerződés felbomlásában és a KGST megszüntetésében, valamint a megszálló szovjet csapatok 1991-es kivonásában. 1991-ben Strasbourgban Robert Schuman-díjjal tüntették ki Európa egyesítéséért és Magyarország európai kapcsolatainak bővítésért végzett tevékenységéért.
Miniszterelnökként Antall felügyelte a piacgazdaság előmozdítását és a külföldi befektetések vonzását célzó jogrendszer létrehozását. A kormánykoalíció a privatizáció és a piacgazdaság elemeinek megvalósítása közben próbálta stabilizálni a gazdaságot, míg az MDF populista jobboldala a „nemzeti kérdésről”, a szomszédos országokban élő magyar kisebbségek kérdésén dolgozott, és megpróbálta a kormány programjának középpontjába helyezni.[forrás?]
A kapitalista rendszerhez való visszatérés és az azt kísérő reformok azonban Antall hivatali ideje alatt társadalmi-gazdasági nehézségeket okozott az ország számára. A munkanélküliség a nemlétezésről (vagyis a kozmetikázott, "kapun belüli munkanélküliségről") 14%-ra ugrott. Az infláció éves szinten 23-35%-kal nőtt (a bérek és a nyugdíjak indexálását nem beleszámítva). A lakosság több mint egyharmadának életszínvonala a létminimum alá csökkent. Időközben nőttek a jövedelmi egyenlőtlenségek, ami irritálta az embereket. A korrupció szélesebb körben elterjedt. A korábbi kommunista rendszerbeli mindenható rendőri erőkkel együtt az utcai biztonság is összeomlott 1990-ben. A bűnözési ráta – különösen Budapesten – öt év alatt háromszorosára nőtt.
A belpolitika területén Antallnak pályafutása során nehézségekkel kellett szembenéznie: mivel az egykori Szovjetunió csak az ország kőolajfogyasztása 80%-át szállította kedvezményes áron, ötödét így a világpiacon kellett beszereznünk, az Antall-kormány 65%-kal kénytelen volt a benzin árát rendeletileg megemelni. A miniszterelnök szeptemberben szerette volna az ország nehéz, de nem reménytelen helyzetét a lakosság tudomására hozni, de az elkészült műsor bemutatását a Magyar Televízió akkori elnöke letiltotta. Az spontán kialakuló taxisblokád után az FKgP a koalíciós kormányból való kilépése arra kényszerítette, hogy 1992 februárjában átalakítsa kabinetjét, ez az átszervezés végül megmentette kormányát attól, hogy megbukjon. Az MDF-en belül Antallt folyamatosan támadta Csurka István, aki később önálló mozgalmat indított, létrehozva a Magyar Igazság és Élet Pártját (MIÉP).

## Betegsége, halála és temetése

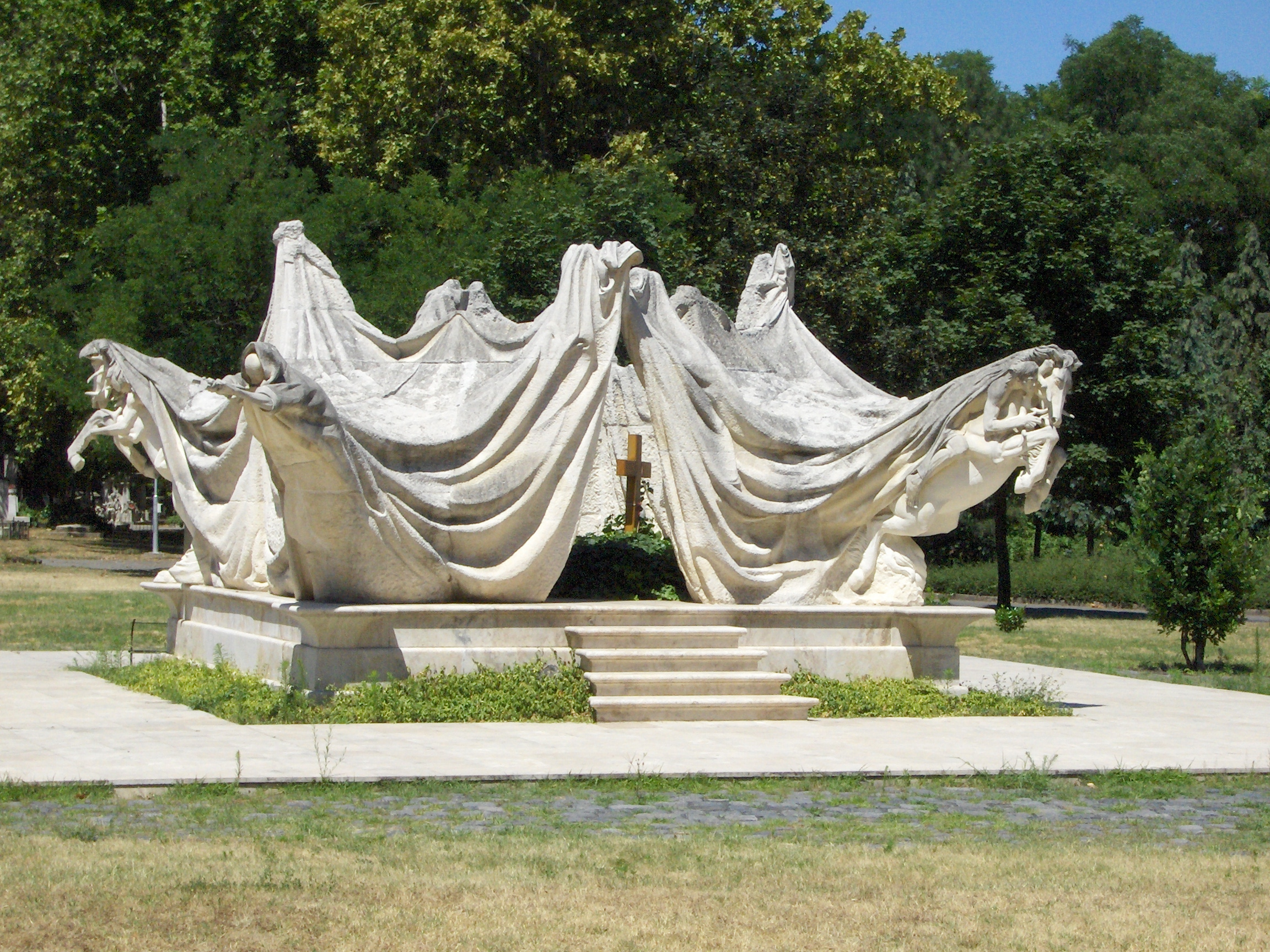
Síremléke a Fiumei úti sírkertben. Melocco Miklós szobrász műve

1990 nyarán non-Hodgkin limfómát (a nyirokrendszer rákja) állapítottak meg nála. A betegség az Egyesült Államokban jelent meg nála, amikor ősszel meglátogatta George H. W. Bush elnököt. Októberben, hazaérése után azonnal kórházba került, majd két nappal a taxisblokád előtt sikeresen megműtötték. Ezt követően a Magyar Televízió a kórházból közvetítette a "pizsamás interjút", amiben reagált az akut gazdaságpolitikai helyzetre. A beavatkozás sikeres volt, a további kemoterápiás kezelés után a miniszterelnök leletei 1991 tavaszán negatívak voltak, állapota gyógyultnak tűnt. Átmeneti tünetmentesség után, november végére a betegsége kiújult. 1993 októberében Kölnben transzplantációs műtétet hajtottak végre rajta, amely által eredményei ismét jók voltak. Novemberi hazaérkezése után leukémiát diagnosztizáltak nála, bár belevetette magát a munkába, állapota folyamatosan romlott és ismét kórházba került.
Halála előtt egy nappal Göncz Árpád a Magyar Köztársasági Érdemrend nagykeresztjét adományozta neki. A családján kívül csak kabinetfőnökét, Marinovich Endrét, a Miniszterelnöki Hivatal vezetőjét, Kajdi Józsefet és Boross Pétert fogadta, telefonon Tölgyessy Péterrel és Orbán Viktorral beszélt még. Betegsége – még a kormányzati ciklus lejárta előtt – legyűrte szervezetét, s 1993. december 12-én elhunyt.
Temetése 1993. december 18-án szombaton déli 12 órakor vette kezdetét, a koporsót a Kupolateremből az Országház előtt felállított ravatalhoz vitték ki. Szabad György, az Országgyűlés elnöke, Sütő András író és Bolberitz Pál címzetes apát búcsúztatták. Innen a Fiumei úti Nemzeti Sírkertbe indult a menet, ahol Paskai László bíboros prímás, esztergomi érsek, Hegedűs Loránt református püspök, Harmati Béla evangélikus püspök, Schweitzer József izraelita főrabbi és Tőkés László nagyváradi református püspök mondtak beszédet a sírnál.
Utóda a miniszterelnöki székben Boross Péter belügyminiszter lett.

## Emlékezete

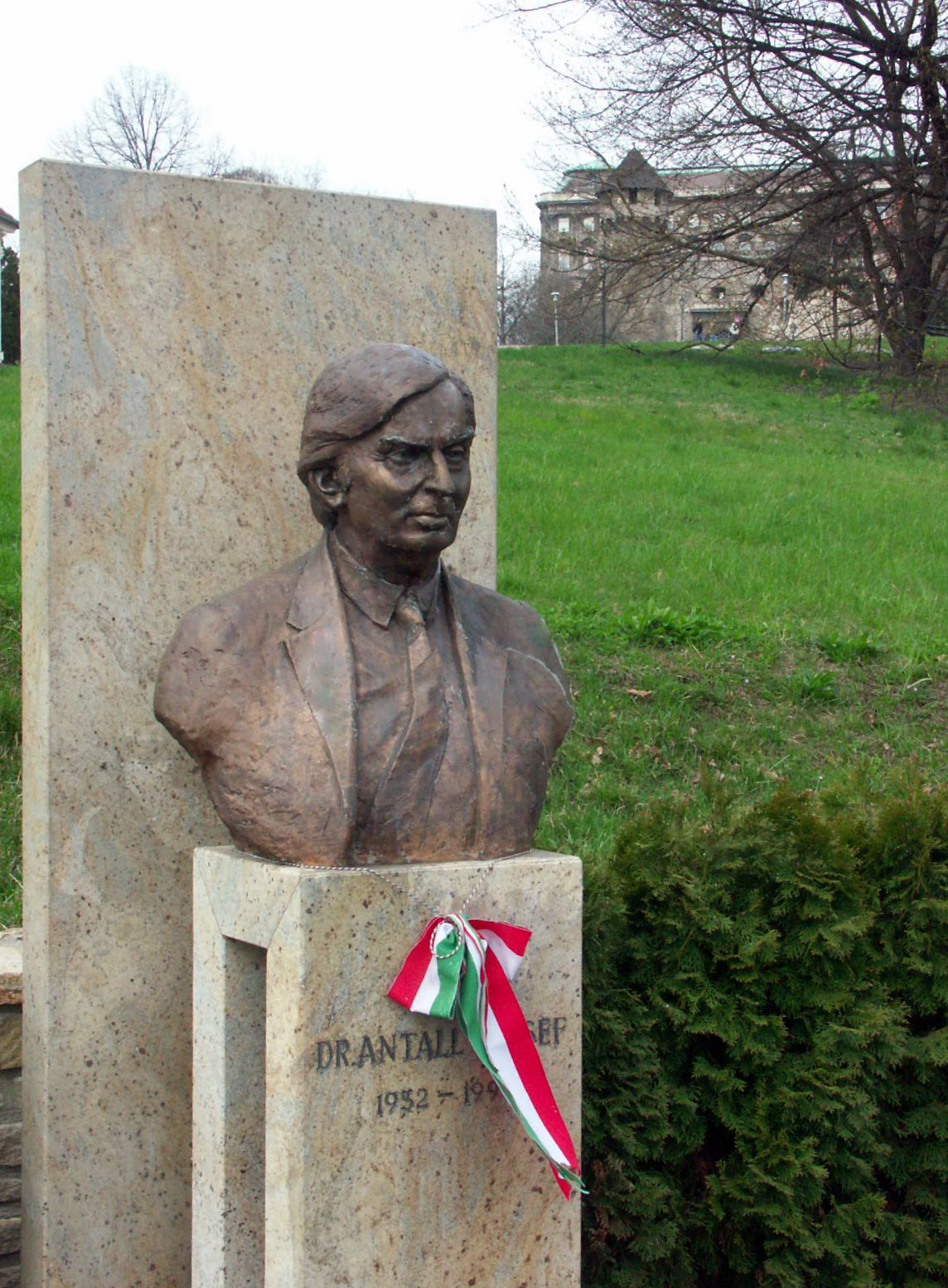
Antall József mellszobra a Tabánban – Veres Gábor alkotása, 2003.

- Antall József mellszobra a Tabánban – Veres Gábor alkotása, 2003.Dr. Antall Józsefnek Magyarországon elsőként a Fejér megyei Mány községben állítottak szobrot – Domonkos Béla alkotását –, 1996-ban, id. Szabó Zoltán helyi lakos kezdeményezésére. Ezt az emlékművet a felállítása óta már restaurálni is kellett (2011-ben), mivel a gránitlapokkal burkolt talapzata a rossz ragasztási technológia miatt szétfagyott, és megrongálták a területet körülvevő kerítést is. . A felújított szobrot a néhai miniszterelnök születésének 79. évfordulóján, 2011. április 8-án avatták.
- Mány után Csongrádon (2000. augusztus 13.), a Vas megyei Jánosházán (2001), majd 2002 márciusában a horvát fővárosban, Zágrábban állítottak szobrot Antall Józsefnek.  Csongrádon a piroskavárosi templomhoz került a politikus szobra, avatása előtt Gyulay Endre szeged-csanádi megyés püspök celebrált ünnepi szentmisét, szentbeszédében méltatva a néhai miniszterelnök érdemeit. A szentmise befejezésekor a templom plébánosa elmondta, hogy Antall József halála előtti napokban Bolberitz Pál, a miniszterelnök lelki vezetője éppen ebben a csongrádi templomban tartott lelkigyakorlatot, és innen vitte a betegek szentségét a miniszterelnöknek. A szobrot Dávid Ibolya igazságügyi miniszter leplezte le, és Gyulay Endre szentelte meg. A közadakozásból készült bronz mellszobor Varga István Luigi szobrászművész alkotása.
- Szombathelyen 2002. tavaszán állítottak emléket a néhai miniszterelnöknek, a Petőfi Sándor utca és a Kőszegi utca sarkán, a Berzsenyi Dániel Könyvtár előtti téren. Később az érintett kis teret is Antall Józsefről nevezték el.[13] A mellszobor Veres Gábor szobrászművész alkotása, és 2002. április 8-án, Antall József születésének 70. évfordulóján avatták fel.
- Miskolci, bronzból készült portrészobra Jószay Zsolt alkotása, melyet 2003. december 5-én avattak fel a Miskolci Nemzeti Színház mögötti téren, amely azóta úgyszintén a néhai politikus nevét viseli.
- Szintén 2003-ban került felavatásra Antall József mellszobra a fővárosi (I. kerületi) Apród utcában is, a Szarvas csárda és a Semmelweis Orvostörténeti Múzeum, Könyvtár és Levéltár épülete között, a vár déli feljárójának elején. A gránittalapzaton álló bronzszobor Veres Gábor és Pomsár András alkotása, felállítási helye pedig arra is utal, hogy Antall az 1964-ben megnyílt orvostörténeti intézmény munkatársa volt, előbb tudományos kutatóként, majd igazgatóhelyettesként, 1974–1990 közt pedig főigazgatóként.  Ez utóbbi szobrot a felállítása óta többször is megrongálták, vörös festékkel öntötték le.
- 2003-ban állítottak szobrot Antall József emlékére a fővárosi XV. kerületben, a Pestújhelyi téren is, a volt miniszterelnök ugyanis Pestújhelyen született, ott is járt iskolába, sőt családja a városrész alapítói közé tartozik. Ez utóbbi szobor sorsa szintén viszontagságosan alakult: 2007-ben két alkalommal is ellopták . A bronzból készült fejszobor először 2007 májusában tűnt el, de négy nappal később rátaláltak egy XXI. kerületi családi ház előtt. Másodjára, 2007. november elején vélhetően fémgyűjtők lopták el a szobrot, Hajdu László kerületi polgármester akkori nyilatkozata szerint erre utalt, hogy az elkövetők a szobrot tartó két, másfél centis acélrudat is el tudták vágni.
- Szintén 2003-ban emeltek emlékművet Antall József emlékére a balatonfüredi Tagore sétányon. Az emlékmű Balatonfüred Önkormányzata, a Demján Sándor Alapítvány, Kő Pál, illetve a veszprémi Reguly Alapítvány felajánlásából, illetve közadakozásból valósult meg, május 23-i avatásán részt vett Orbán Viktor és Dávid Ibolya is.
- 2004. április 30-án a Balaton-felvidéki Paloznak községben is szobrot állítottak dr. Antall József emlékére. A bronz fejszobor a falu templomkertjében áll. A község vélhetően azért tartotta fontosnak, hogy szobrot állítson a politikus emlékére, mert miniszterelnökként Antall József avatta fel a paloznaki Faluházat (amint erről egy, a Polgármesteri Hivatalra kihelyezett emléktábla is tanúskodik). A szobrot ugyancsak Jószay Zsolt szobrászművész készítette, öntését pedig Varga Imre szoboröntő mester végezte.
- 2009 márciusában avatták fel az Európai Parlament brüsszeli épületkomplexumának két új, Antall Józsefről és Willy Brandt egykori nyugatnémet kancellárról elnevezett szárnyát. Hans-Gert Pöttering, az Európai Parlament elnöke méltatta Antallt, amiért komoly szerepet vállalt az európai megosztottság leküzdése után a kontinens újraegyesítésében.[14]
- 2013-ban Gödöllőn a Városi Könyvtár és Információs Központ belső udvarát róla nevezték el és itt egy domborműves emléktáblát is avattak tiszteletére.
- A Szabolcs-Szatmár-Bereg megyei Pátyodon általános iskolát és szabadidő központot neveztek el róla. Tiszadobon a községi könyvtár szintén az ő nevét viseli.
- 2019-ben posztumusz Budapest díszpolgárává választották.
- 2022-ben bemutatott Blokád című film az életéről szól és neki állít emléket.

## Művei

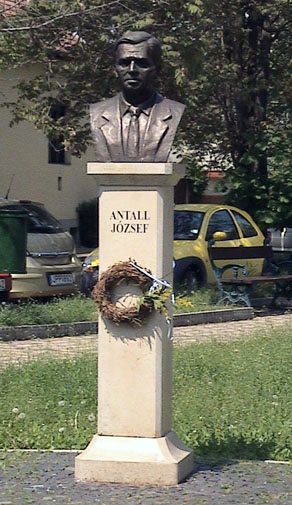
Antall József szobra Miskolcon

### Gyűjteményes kötetek
- Antall József országgyűlési beszédei, 1990–1993; szerk. Pálmány Béla; Athenaeum, Bp., 1994
- A múlt magyar orvostörténészei. Összeáll.: Gazda István, Kapronczay Károly, Szállási Árpád. Előszó: Schultheisz Emil. Budapest, 2002. Semmelweis Orvostörténeti Múzeum, Könyvtár és Levéltár – Magyar Tudománytörténeti Intézet (bemutatja Antall József orvostörténeti munkásságát is)
- Antall József: Modell és valóság. 1–2. köt. Bp., 2007
- Kapronczay Károly, Gazda István: Az orvostörténész, művelődéstörténész és tudományszervező Antall József írásaiból születése 80. évfordulója tiszteletére. Bp., 2012. Magyar Orvostörténelmi Társaság – Semmelweis Orvostörténeti Múzeum, Könyvtár és Levéltár – Magyar Tudománytörténeti Intézet. 500 old. https://web.archive.org/web/20170216054221/http://real.mtak.hu/21009/
- Antall-breviárium; összeáll. Ódor László, fotó Antall Péter; Minerva, Bp., 2004
- Antall József. Kései memoár. Publikálatlan interjúk; riporter Osskó Judit, jegyz. Buzinkay Géza; Corvina, Bp., 2013
- Modell és valóság. Bővített díszkiadás az Antall-kormány megalakulásának 25. évfordulójára, 1-3.; szerk. Soós Kálmán; Antall József Tudásközpont., Bp., 2015 
  - 1. Tanulmányok, cikkek, dokumentumok
  - 2. Politikai beszédek, interjúk itthon és külföldön
  - 3. Országgyűlési felszólalások. Esszék Antall Józsefről
- Ceruzavonások Antall József arcéléhez. Levelek és interjúk; vál., szerk., jegyz., tan. Tóth Eszter Zsófia; Veritas Történetkutató Intézet–Magyar Napló, Bp., 2018 (Veritas füzetek)

### Fontosabb szakkönyvek

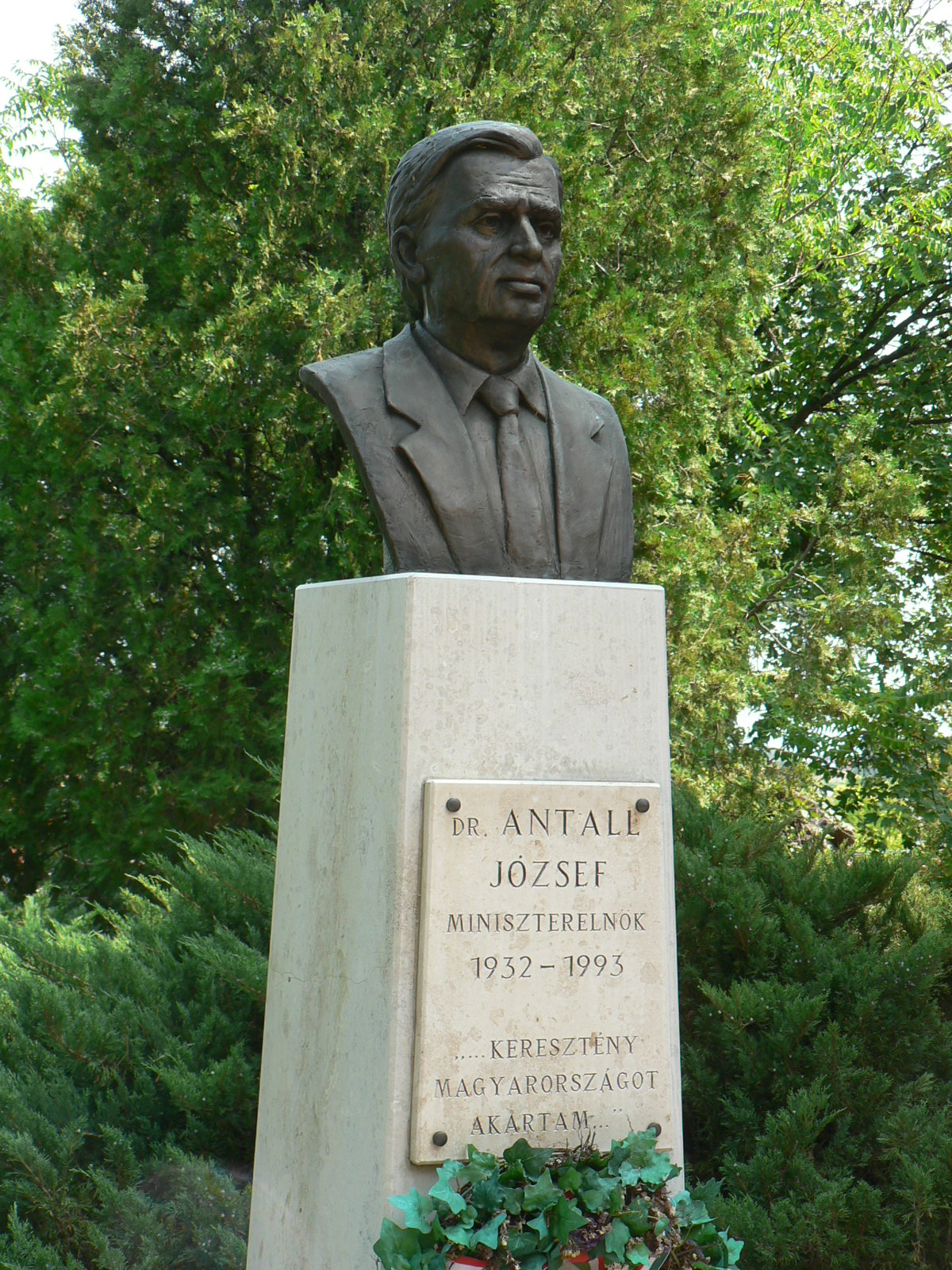
Szobra Paloznakon

- Ruttkay László: Jeszenszky Jessenius János és kora. 1566–1621. Szerk.: Antall József et alii. Bp., 1971. Medicina
- Fekete Sándor: Tauffer Vilmos 1851–1934. Adatok a magyar szülészet és nőgyógyászat történetéhez. Sajtó alá rend.: Antall József, Buzinkay Géza. Bp., 1971. Medicina
- Képek a gyógyítás múltjából.[15] Társszerző: Szebellédy Géza. Bp., 1973. Corvina (több nyelven, több kiadásban)
- Ábránd és valóság. Tanulmányok Eötvös Józsefről. Írta: Antall József et al. Bp., 1973. Szépirodalmi
- Acta Congressus internationalis XXIV historiae artis medicinae. 25-31 Augusti 1974 Budapestini. Red. Antall, József et alii. Budapest, 1976. SOMKL
- Medicina in nummis. Hungarian coins and medals related to medicine / by Lajos Huszár and Gyula Varannai. Preface by József Antall. Bp., 1977. Medicina
- Medicina in nummis. From the numismatic collection of the Semmelweis Museum for the history of medicine = Eine Auswahl aus der numismatischen Sammlung des Semmelweis-Museums für medizinische Geschichte. Edited, compiled and written by József Antall, Lajos Huszár. Bp., 1979. Medicina
- Antall József (összeáll.): Az európai orvostudomány és gyógyszerészet emlékei. Bp., 1981. Corvina (több nyelven is megjelent)
- Germanus Gyula: Gondolatok Gül Baba sírjánál. Művelődéstörténeti tanulmányok. Vál., szerk. és az utószót írta: Antall József. Bp., 1984. Gondolat
- Az 1934. évi középiskolai reform. A törvényjavaslat előkészítése és vitája. Összeáll., szerk. és a bev. tanulmányt írta: Antall József. Bp., 1986. OPI
- Historia medica hungarica. Tanulmányok és arcképek a magyar medicina múltjából. Összeáll. és szerk.: Antall József, Birtalan Győző, Schultheisz Emil. Bp., 1988. Medicina
- Kosáry Domokos–Németh G. Béla (szerk.): 1848–1867. Írta: Antall József et alii. Bp., 1985. MTA
- Mayer Ferenc Kolos: Az orvostudomány története. Szerk.: Antall József. Bp., 1988. Téka
- Semmelweis Ignác emlékezete. Összeáll.: Gazda István, Kapronczay Károly, Szállási Árpád. Budapest, 2001. Semmelweis Orvostörténeti Múzeum – Magyar Tudománytörténeti Intézet (közli Antall József Semmelweis kutatásait)
- Az 1848–1849. évi első népképviseleti országgyűlés történeti almanachja. Szerk.: Pálmány Béla. Írta: Antall József et alii. Bp., 2002. Magyar Országgyűlés